# Steppenagame
Die Steppenagame (Trapelus sanguinolentus) ist eine Echse aus der Familie der Agamen und lebt in Zentralasien.

## Merkmale

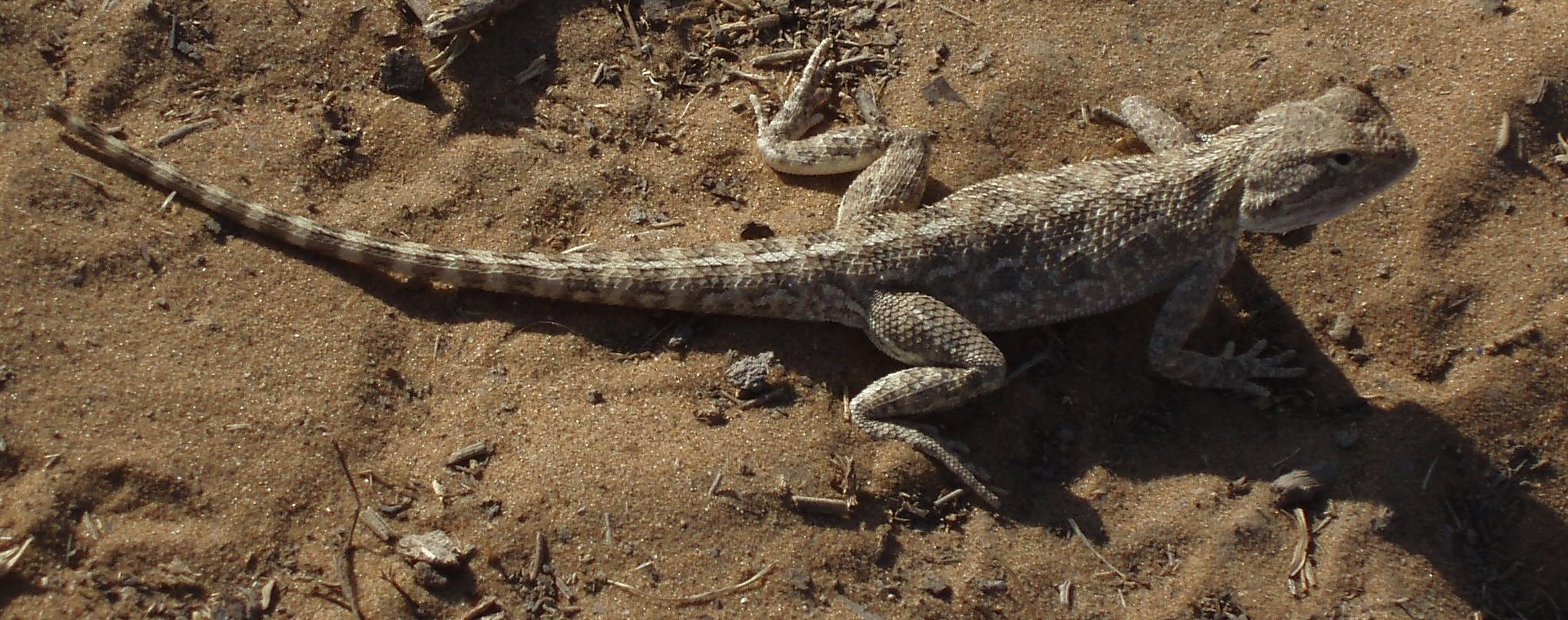

Eine vergleichsweise schlanke Agame mit einer Gesamtlänge bis zu 30 cm. Die Kopf-Rumpf-Länge reicht bis 11,8 cm. Die Schuppen an der Kopfoberseite sind schwach gewölbt und ungekielt. Hinter der Ohröffnung, die durch das versenkte Trommelfell einen äußeren Gehörgang bildet, liegen 2–5 vergrößerte stachelartige Schuppen. Die Grundfarbe der Körperoberseite ist grau oder gelblich. Erwachsene Männchen sind in Ruhe einfarbig. Bei starker Erregung nimmt die ganze Unterseite eine dunkelblaue Färbung an, die sich auf der Kehle und bis zur Brustmitte zu schwarz verdunkeln kann. Die Flanken verfärben sich violett und auf dem Rücken finden sich kobaltblaue Flecken. Die erste Hälfte des Schwanzes verfärbt sich gelb oder orange, die Querstreifung nimmt eine kontrastreiche olivbraune Färbung an. Erregte Weibchen ändern ihre Grundfarbe in bläulich oder grünlich-gelb. Auf dem Rücken treten vier Längsreihen rostorangefarbener Flecken hervor. Die Jungtiere haben tiefschwarze Flecken an den Halsseiten, rundere Köpfe und weniger ausgeprägte Stachelschuppen. Auf der Rückenmitte verläuft bis zur Schwanzwurzel eine Reihe ovaler hellgrauer Flecken, der sich an den Flanken je eine Reihe ebenso gefärbter, aber längsoval geformter Flecken anschließt. Die Oberseite des Schwanzes und der Hinterbeine weisen undeutliche dunkle Querbinden auf.
Von der Kaukasus-Agame unterscheidet sich die Art durch den relativ höheren Kopf und den weniger abgeplatteten Rumpf, durch eine gleichmäßige Rumpf- und Schwanzbeschuppung sowie durch ein versenktes Trommelfell.

## Verbreitung
In Europa hat die Art nur ein kleines Verbreitungsgebiet im zu Russland gehörenden nordöstlichen Kaukasus-Vorland. Angegeben werden Tschetschenien, der Nordwesten von Dagestan und der Norden von Ossetien, aber auch das weiter nordwestlich gelegene Gebiet um Stawropol. Außerhalb dieses isolierten europäischen Vorkommens lebt die Art östlich des Kaspischen Meeres im Süden von Kasachstan, Usbekistan, Turkmenistan, den äußersten Norden vom Iran und Afghanistan, Teile von Tadschikistan und Kirgisistan, sowie Gebiete im Nordwesten von China.

## Lebensraum
Im europäischen Teil des Verbreitungsgebietes ist die Art ausschließlich im Tiefland zu finden, während sie in Mittelasien Höhen bis zu 1200 m über NN bewohnt. Im Vorkaukasus werden bewachsene Sandflächen des Flachlandes im Bereich der Flüsse Kuma und Terek besiedelt. Im übrigen Verbreitungsgebiet werden dagegen sehr unterschiedliche Lebensräume besiedelt, wie grobsandige Kiesflächen, Wegränder, wüstenartige Sand- und Lehmflächen, Geröllfelder und Eisenbahndämme. Die Art klettert auch gerne in Büschen und niedrigen Bäumen.

## Lebensweise

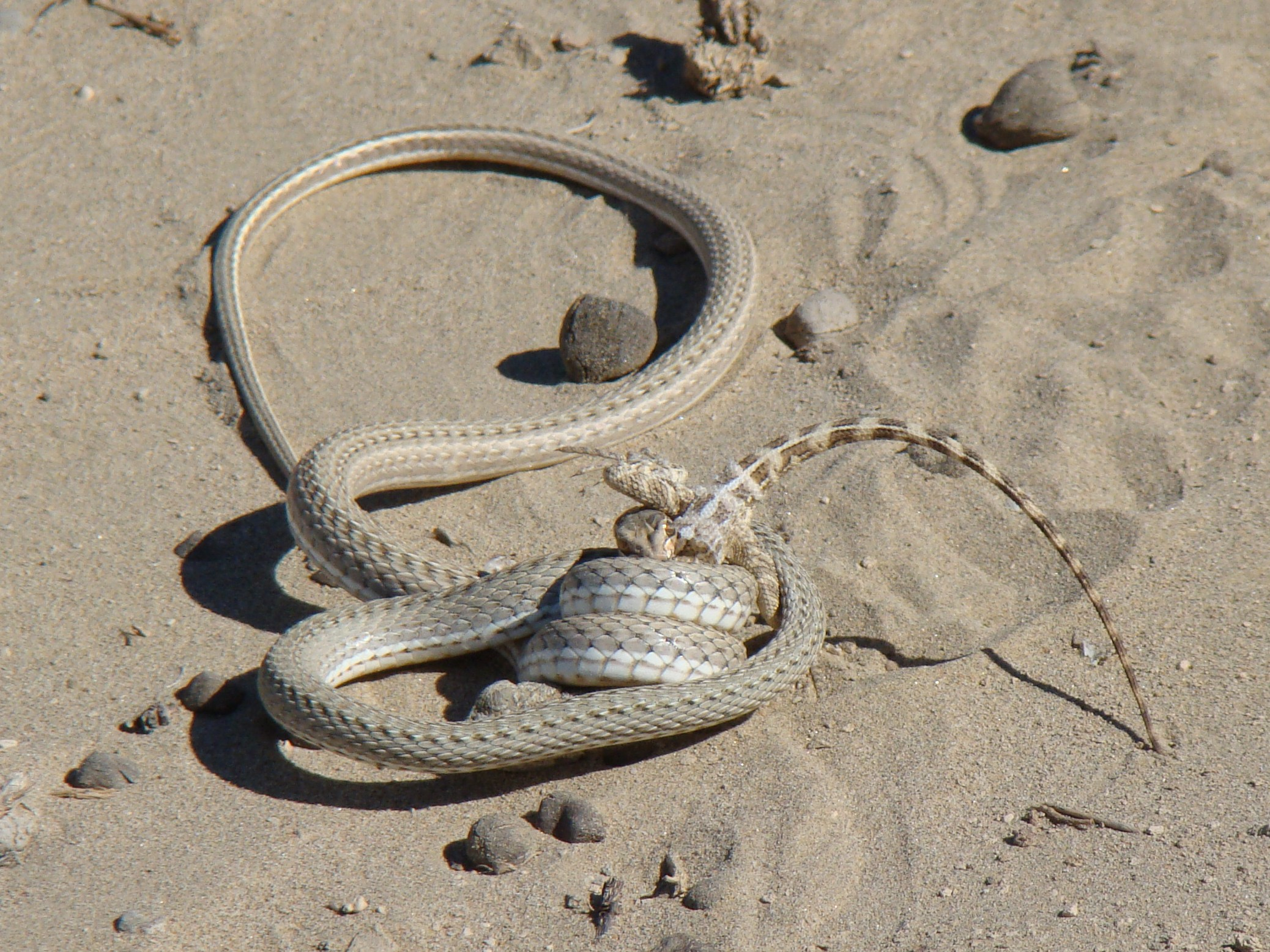
Zu den Fressfeinden der Steppenagame gehört die Schlangenart Psammophis lineolatus.

Die Jahresaktivität dauert von Februar/März bis September/Oktober. Danach ziehen sich die Tiere in ihre Winterquartiere zurück. Die Männchen bilden Reviere, die sie gegenüber Eindringlingen sehr aggressiv verteidigen. Die Paarungen finden in Dagestan im Mai/Juni statt. Ein Weibchen vergräbt je Saison zwei Gelege mit jeweils 7–11 Eiern in weichem Boden. Die ersten Jungtiere erscheinen Ende Juni. Sie sind untereinander bereits sehr unverträglich und bilden sogar eigene Reviere. Ihre charakteristischen schwarzen Flecken an den Halsseiten haben vermutlich eine Schutzwirkung gegenüber geschlechtsreifen Tieren. Die Nahrung besteht vor allem aus Käfern und Hautflüglern und seltener anderen Insekten wie Schmetterlingen, Wanzen und Fliegen. In hohem Maße werden auch Pflanzenteile, wie Blätter, Blüten und Stängelabschnitte gefressen.

## Gefährdung
Die IUCN listet die Art als nicht gefährdet (least concern) mit einer stabilen Population. Im europäischen Arealteil ist die Art durch die zunehmende Landwirtschaft deutlich zurückgegangen und muss mittlerweile als stark gefährdet gelten, für Dagestan wird sie als bedrohte Art betrachtet.

## Unterarten
Die Nominatform T. s. sanguinolentus (Lichtenstein, 1823) findet sich im östlichen Vorkaukasus, während die Unterart T. s. aralensis (Pallas, 1827) östlich des Kaspischen Meeres lebt.